# Liste der Monuments historiques in Bièvres (Ardennes)
Die Liste der Monuments historiques in Bièvres führt die Monuments historiques in der französischen Gemeinde Bièvres auf.

## Liste der Objekte
| Bezeichnung                                               | Beschreibung | Standort                       | Kennzeichnung | Schutzstatus | Datum | Bild |
| --------------------------------------------------------- | --- | ------------------------------ | ------------- | ------------ | ----- | ---- |
| Relief Taufe Christi                                      | Holz, farbig gefasst, 18. Jahrhundert | in der Kirche St-Pierre (Lage) | PM08000833    | Inscrit      | 1974  |      |
| Zwei Heiligenskulpturen                                   | Holz, farbig gefasst, erste Hälfte des 19. Jahrhunderts; 1979 gestohlen                                                                                                   | in der Kirche St-Pierre (Lage) | PM08000828    | Inscrit      | 1974  |      |
| 16 Kirchenbänke                                           | Holz, 19. Jahrhundert | in der Kirche St-Pierre (Lage) | PM08000834    | Inscrit      | 1974  |      |
| Hauptaltar                                                | Altartisch, Tabernakel, Retabel und drei Skulpturen; Holz, farbig gefasst, Anfang des 18. Jahrhunderts; zwei Skulpturen 1979 gestohlen                                    | in der Kirche St-Pierre (Lage) | PM08000829    | Inscrit      | 1974  |      |
| Gemälde Taufe Chlodwigs                                   | Ölfarbe auf Leinwand, vergoldeter Holzrahmen, 18. Jahrhundert | in der Kirche St-Pierre (Lage) | PM08000832    | Inscrit      | 1974  |      |
| Zwei Seitenaltäre                                         | jeweils Altartisch, Tabernakel, Retabel und eine Skulptur; Holz, farbig gefasst und vergoldet, 18. und 19. Jahrhundert; eine Skulptur und Teile des Dekors 1979 gestohlen | in der Kirche St-Pierre (Lage) | PM08000830    | Inscrit      | 1974  |      |
| Kruzifix                                                  | Holz, farbig gefasst, 18. Jahrhundert | in der Kirche St-Pierre (Lage) | PM08000835    | Inscrit      | 1974  |      |
| Beichtstuhl                                               | Holz, bemalt, 19. Jahrhundert | in der Kirche St-Pierre (Lage) | PM08000831    | Inscrit      | 1974  |      |
| Missionskreuz                                             | Holz, farbig gefasst und vergoldet, bezeichnet 1874 | in der Kirche St-Pierre (Lage) | PM08000836    | Inscrit      | 1974  |      |
| Zwei Skulpturen: Heiliger Franziskus und heiliger Eligius | Holz, farbig gefasst und vergoldet, Mitte des 19. Jahrhunderts; eine Skulptur 1979 gestohlen                                                                              | in der Kirche St-Pierre (Lage) | PM08000837    | Inscrit      | 1974  |      |